# ایستگاه هیگاشی گینزا
ایستگاه هیگاشی گینزا (به لاتین: Higashi-ginza Station) یک منطقهٔ مسکونی در ژاپن است که در گینزا واقع شده‌است.